# Gorkasti pelin
Gorkasti pelin (divlji pelin, božje drvce, lat. Artemisia abrotanum), cvjetnica iz roda pelina, porodica glavočika, autohtona u Euroaziji, odakle je introducirana u neke savezne američke države.
A. abrotanum je grmić, trajnica do jednog metra visine sa aromatičnim sivo-zelenim listovima i malim, zagasito žutim cvjetovima u kasno ljeto.
Raste i u Hrvatskoj.

## Sinonimi
- Abrotanum alpestre Jord. & Fourr.
- Abrotanum ambiguum Jord. & Fourr.
- Abrotanum brachylobium Jord. & Fourr.
- Abrotanum congestum Jord. & Fourr.
- Abrotanum incanescens Jord. & Fourr.
- Abrotanum mas Garsault
- Abrotanum pauciflorum Jord. & Fourr.
- Abrotanum pedunculare Jord. & Fourr.
- Abrotanum platylobum Jord. & Fourr.
- Abrotanum pulverulentum Jord. & Fourr.
- Abrotanum rhodanicum Jord. & Fourr.
- Abrotanum suave Jord. & Fourr.
- Abrotanum virgatum Jord. & Fourr.
- Abrotanum viridulum Jord. & Fourr.
- Abrotanum xerophilum Jord. & Fourr.
- Artemisia abrotanifolia Salisb.
- Artemisia altissima Ehrh. ex DC.
- Artemisia anethifolia Fisch. ex DC.
- Artemisia angustifolia Gray
- Artemisia elatior Klokov
- Artemisia elegans Fisch. ex Ledeb.
- Artemisia foeniculacea Steven ex DC.
- Artemisia herbacea Besser
- Artemisia herbacea Clarke ex DC.
- Artemisia humilis Mill.
- Artemisia naronitana Vis. ex DC.
- Artemisia paniculata Lam.
- Artemisia procera Willd.
- Artemisia proceriformis Krasch.
- Artemisia sabulosa Steven ex DC.
- Artemisia tenuissima Spreng. ex Besser